# Geisleden
Geisleden település Németországban, azon belül Türingiában. Lakosainak száma 993 fő (2023. december 31.).

## Népesség
A település népességének változása:
| Lakosok száma | 980  | 985  | 975  | 975  | 993  |
|               | 2017 | 2019 | 2021 | 2022 | 2023 |